# غوستاف برونر
غوستاف برونر (بالألمانية: Gustav Brunner)‏ هو مهندس نمساوي، ولد في 12 سبتمبر 1950 في غراتس في النمسا.